# Boursonne
Boursonne ist eine französische Gemeinde mit 306 Einwohnern (Stand: 1. Januar 2022) im Département Oise in der Region Hauts-de-France (vor 2016: Picardie); sie gehört zum Arrondissement Senlis und zum Kanton Nanteuil-le-Haudouin. 

## Geographie
Boursonne liegt etwa 48 Kilometer ostsüdöstlich von Senlis. Umgeben wird Boursonne von den Nachbargemeinden Coyolles im Norden, Villers-Cotterêts im Osten und Nordosten, Autheuil-en-Valois im Süden und Südosten sowie Ivors im Westen.

## Bevölkerungsentwicklung
| Jahr                      | 1962 | 1968 | 1975 | 1982 | 1990 | 1999 | 2006 | 2013 | 2021 |
| Einwohner                 | 216  | 224  | 172  | 192  | 229  | 246  | 271  | 296  | 310  |
| Quelle: Cassini und INSEE |      |      |      |      |      |      |      |      |      |

## Sehenswürdigkeiten
- Kirche Saint-Pierre aus dem 12. Jahrhundert, Monument historique (siehe auch: Liste der Monuments historiques in Boursonne)
- Schloss mit Garten

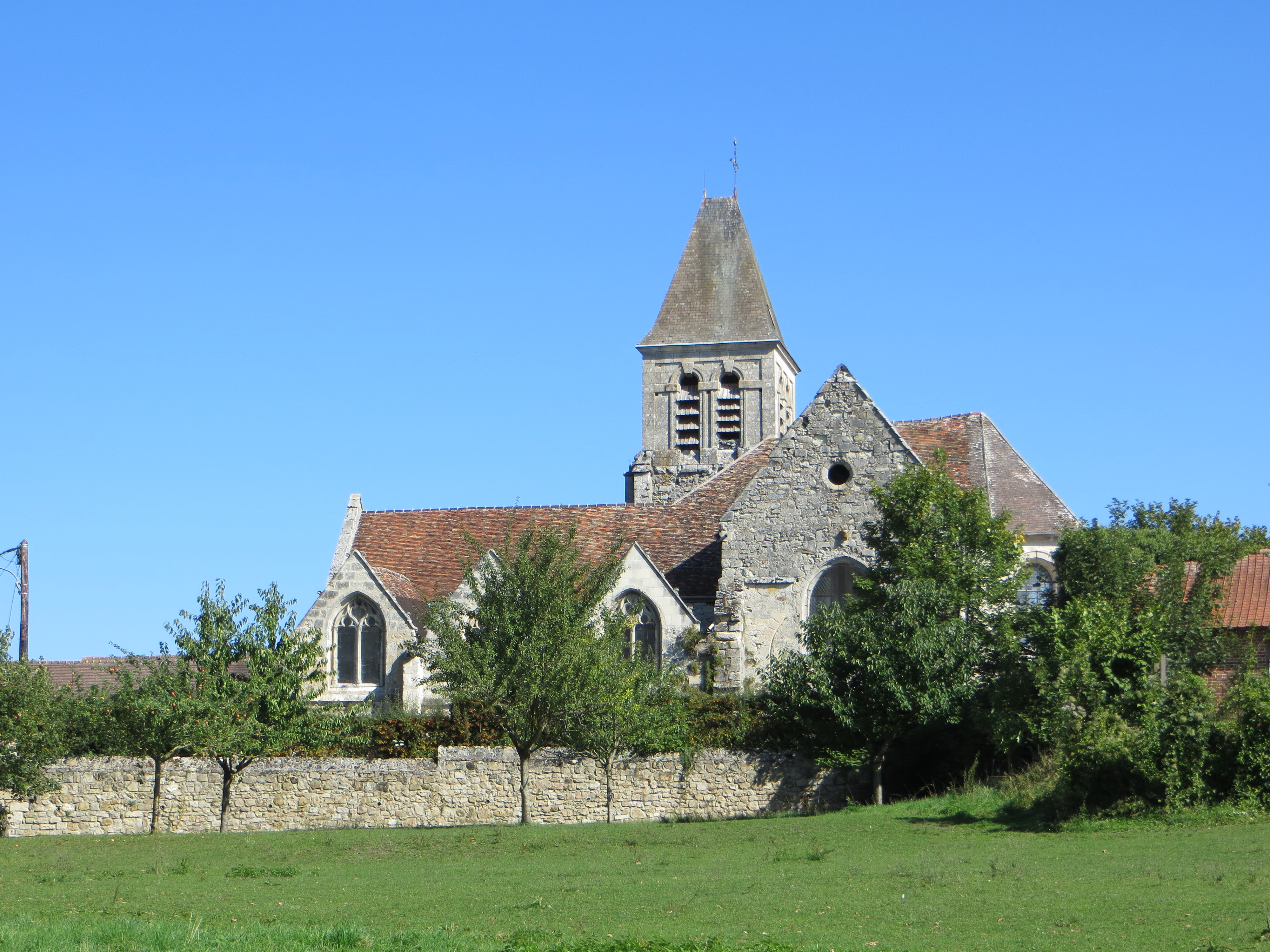
Kirche Saint-Pierre
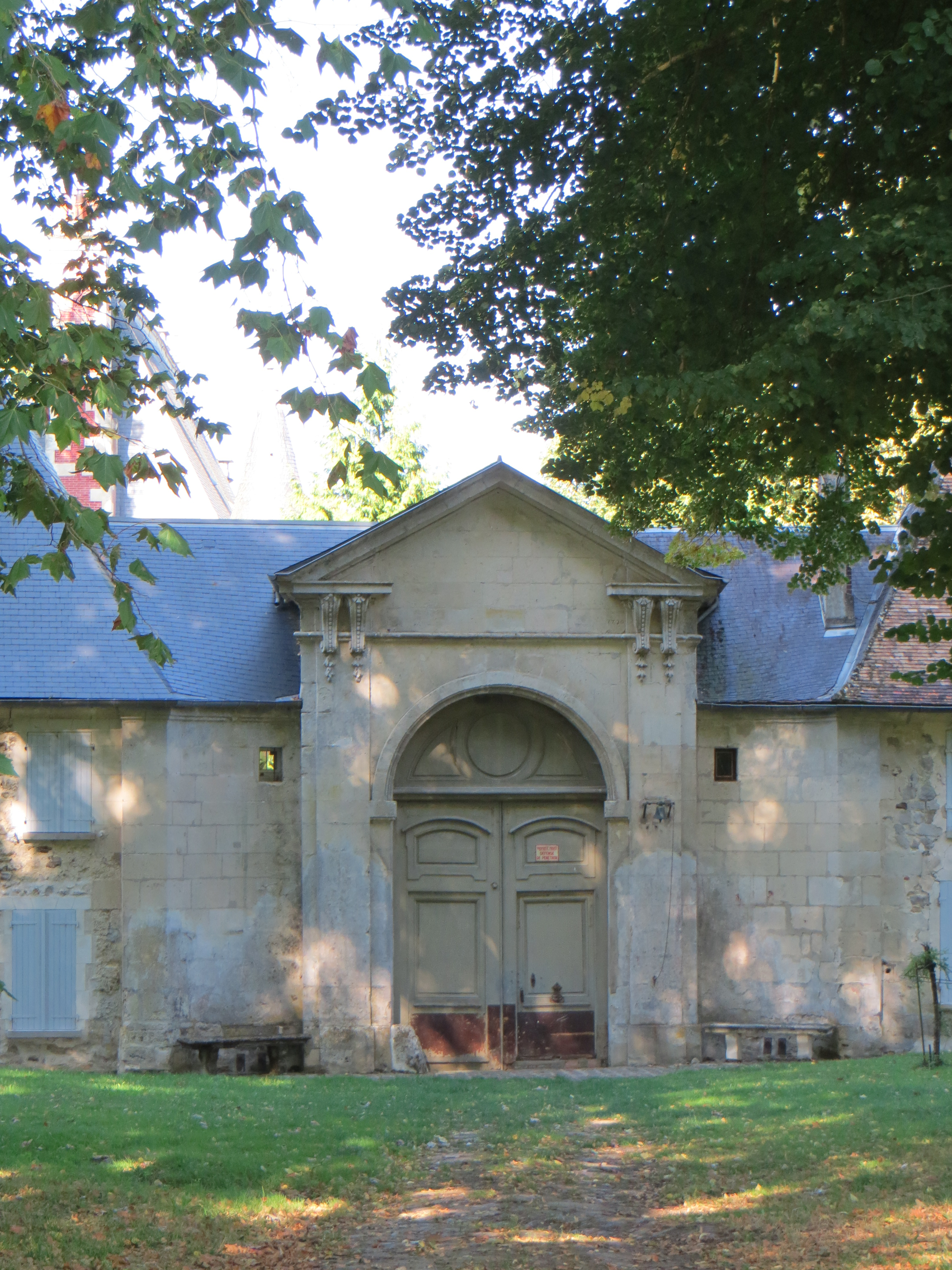
Portal zum Schloss